# 歴史画
歴史画（れきしが）とは、歴史上の事件や神話・宗教に取材した絵画を指す。歴史画を厳密に歴史上の一事件を描いたものと捉え、宗教画・神話画とは区分することもある。西洋画のヒエラルキーの中では、宗教画・神話画も含めた歴史画は、肖像画・風俗画・静物画・風景画をおさえて、もっとも評価されるものとして君臨した。一方、日本でも歴史上の事件や神話は題材として長く着目され、平安時代後期の11世紀頃に確立したとみられる大和絵、これを継承して江戸時代に発展した土佐派およびその影響を受けた浮世絵、そして明治時代の欧化政策によって洋画との対比概念として認識された日本画に至るまで、「歴史画」の作品が多数制作された。

## 西欧
歴史画（英: history painting／仏: peinture d'histoire／独: Historienmalerei）は古代においては権力者が戦勝を誇示するために作られた例が多く、古代エジプトではラメセス二世神殿の壁画、また現在はモザイクとして伝わる《アレクサンドロス大王の戦》などが知られているほか、帝政下のローマでも凱旋門や記念柱に戦果を記録する浮き彫りがさかんに作られた。

### アルベルティ『絵画論』
しかし一般に西洋絵画において「歴史画」というとき、主題と様式の双方において古典古代の伝統を取り込むべく、ルネサンス期以降に理論の体系化がすすめられた絵画のことを指す。しばしば参照されるのはイタリアの画家・建築家アルベルティが著した『絵画論 De Pictura』（1433）で、彼はこの中で "istoria（物語・歴史）"を画題として扱うことは画家にとって最高の目標だと記した。ここで意識されているのは、ギリシア・ローマの彫像や衣装・風景、伝説や神話と歴史的事件、それを描写した詩文や戯曲などの古典的著作である。歴史画に最高の価値を置く絵画観は十六世紀のイタリアにおいてさらに発展し、十七世紀のフランスまで引き継がれる。

### フランス王立絵画彫刻アカデミー

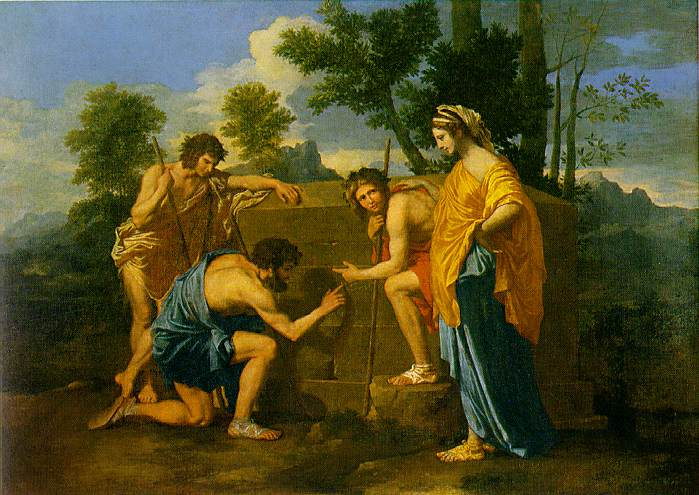
《我アルカディアにもあり》 1638 - 1640頃 ルーヴル美術館

この時期のフランスの代表的な歴史画家ニコラ・プッサンは、画家の題材は「高貴な事柄、たとえば合戦や英雄的行為や宗教的テーマを扱っていなくてはならない」と考え、その信念に沿って《我アルカディアにもあり》や《フォキオンの葬送》など数多くの歴史画の名作を残した。この絵画観は、十七世紀のフランスにおいて王家による美術行政を取り仕切ったル・ブランや建築家のアンドレ・フェリビアン・デザヴォーによって王立絵画彫刻アカデミーの基本原理として取り入れられ、以後、静物画や風景画、風俗画よりも歴史画を高く評価する絵画の序列が制度化される。歴史画家でなければアカデミーの教授には任命されえなかったし、サロン（官展）でも歴史画はつねに上位に陳列されたのである。
十八世紀のフランスでは、オランダ絵画の影響を受けた静物画が人気を博し始め、シャルダンやヴァトーが美術市場でも高く評価されるようになっていた。しかしアカデミー側は実質的に歴史画家の特権団体となり、歴史画コンクールの開催や若い画家の古典教育拡充など、様々に歴史画の強化をはかった。十八世紀半ばに奨励される歴史画の題材として王権側が発表した「主題リスト」には、従来のギリシア・ローマの伝説や神話に加えて、フランスの歴史からも選ばれており、歴史画が王政のプロパガンダとしても重要な役割を果たしていたことを物語る。
こうした歴史画の強化政策は、十八世紀のフランスはガブリエル＝フランソワ・ドワイアン（Gabriel-François Doyen: 1726-1806）やフランソワ＝アンドレ・ヴァンサン（François-André Vincent : 1746-1816）のような優れた歴史画家を生み出す。

### ダヴィッド

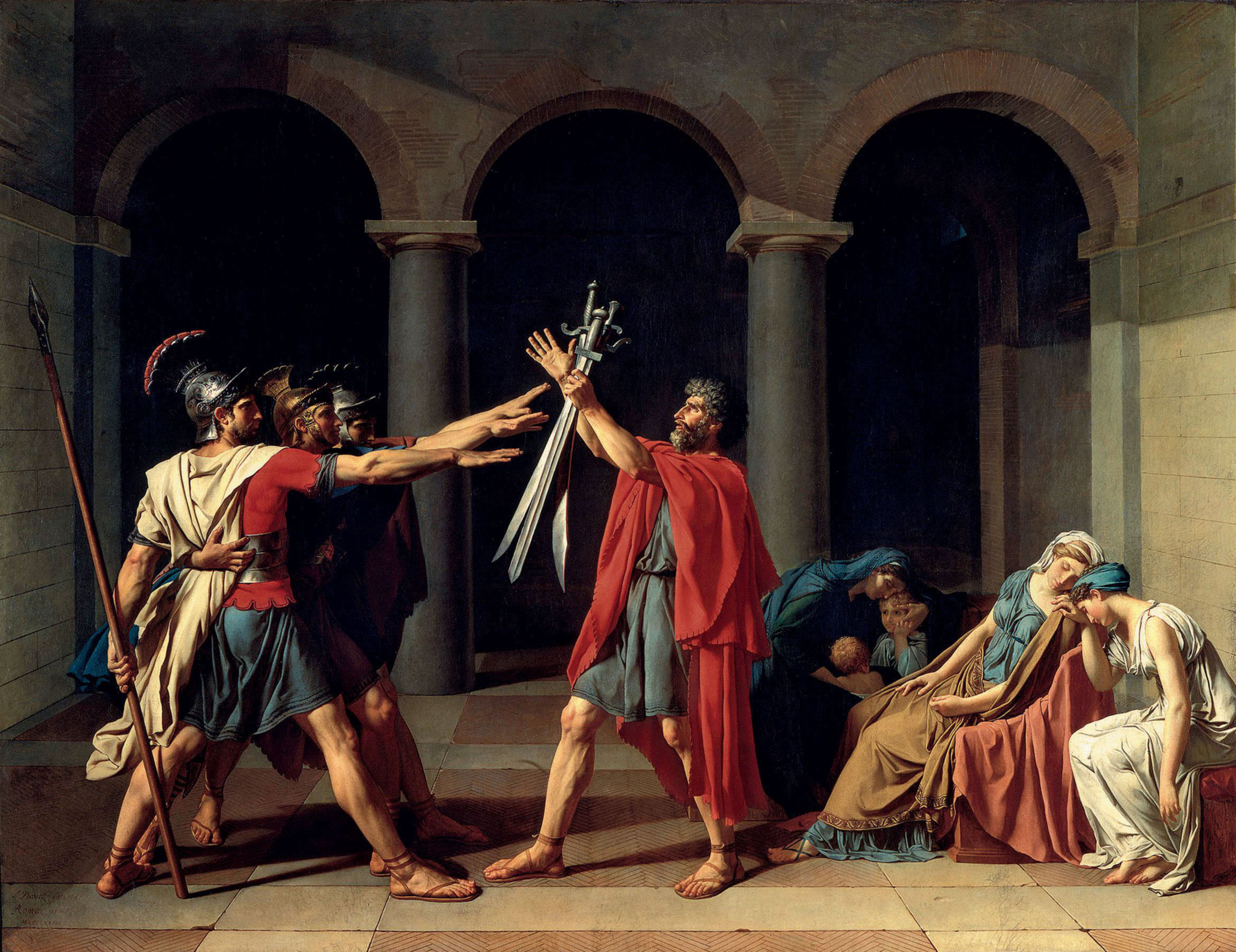
《ホラティウス兄弟の誓い》1784

この歴史画復興の動きを背景に登場したダヴィッド (1748-1825）はフランス新古典主義の代表的画家であるが、革命以前には《ヘクトルの死を悼むアンドロマケ》1783によって王立アカデミー会員として認められ、《ホラティウス兄弟の誓い》1785や《ソクラテスの死》1787など大画面の歴史画を多数制作した。この時期の壮大な画面構成や、光線の劇的な扱いといった手法は、革命後にナポレオンの首席画家となったあと、彼の戦勝と偉業を記録する数々の作品に生かされてゆく。
革命とともにアカデミーが制度化してきた絵画の序列は大きく損なわれ、フランスでの歴史画の伝統はロマン主義絵画において、ジェリコー《メデューズ号の筏》やドラクロワ《民衆を率いる自由の女神》などへ受け継がれてゆくが、ここにはすでにプッサンやアカデミー院長たちが目標に掲げていた「高貴さ・偉大さ」は影を潜めている。

### 日本への影響
革命以後の歴史画は国家の庇護を失っていたが、第三共和政期に至っても、フランスの美術学校では依然として宗教画・神話画が描かれていた。この時期に留学した日本の洋画家たちが歴史画の摂取を試みており、原田直次郎《騎龍観音》や山本芳翠《浦島図》、黒田清輝《智・感・情》などはその代表的なものとされる。日本画においても明治期から中国・インドの歴史や故事に取材した作品がさかんに描かれるようになり、その流れは松岡映丘や安田靫彦らに引き継がれて力作を多数残した。

## ギャラリー

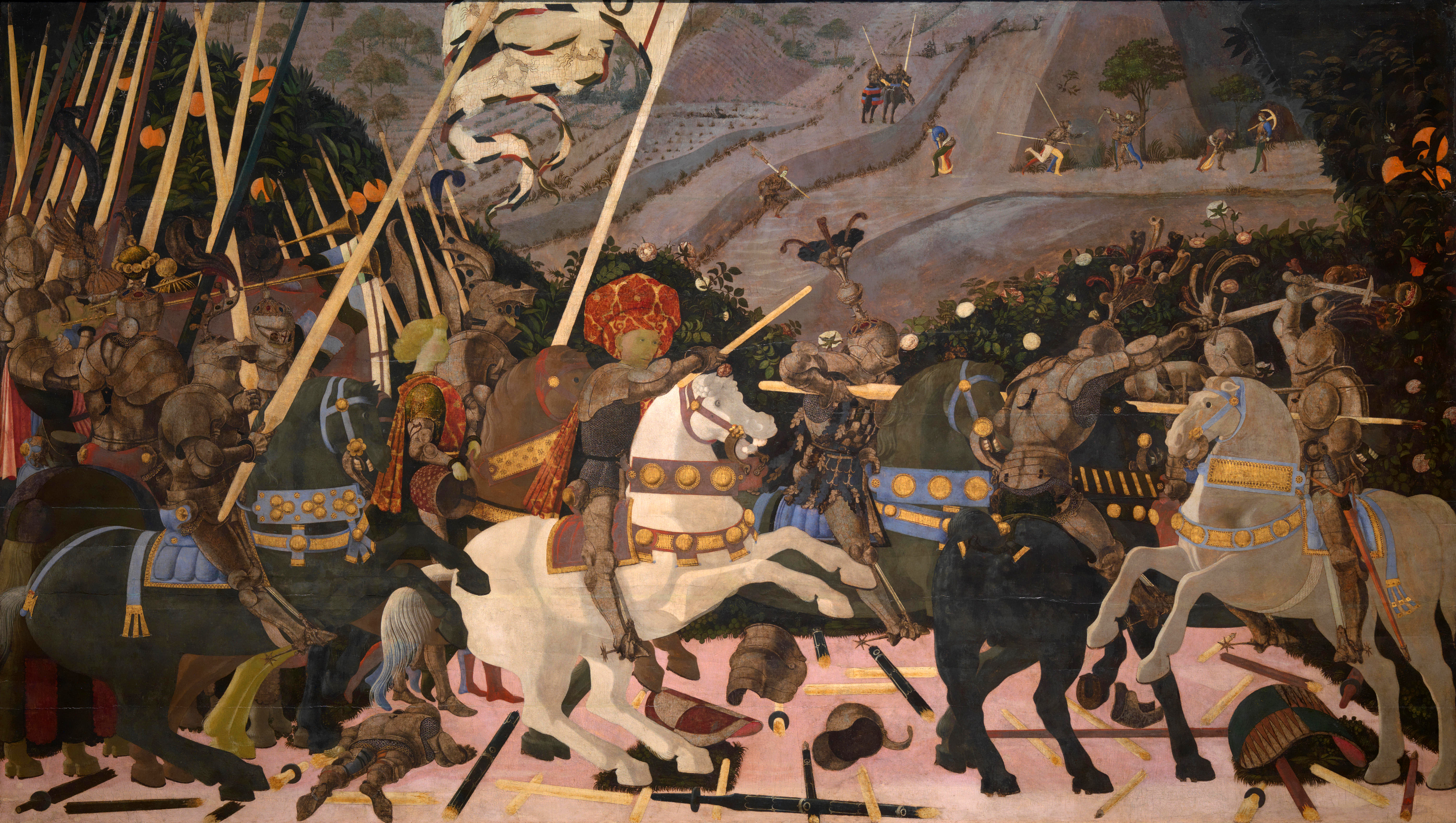
ウッチェロ《サン・ロマーノの戦い - フィレンツェ軍を指揮するニッコロ・ダ・トレンティーノ》 1456年 ナショナル・ギャラリー（ロンドン）
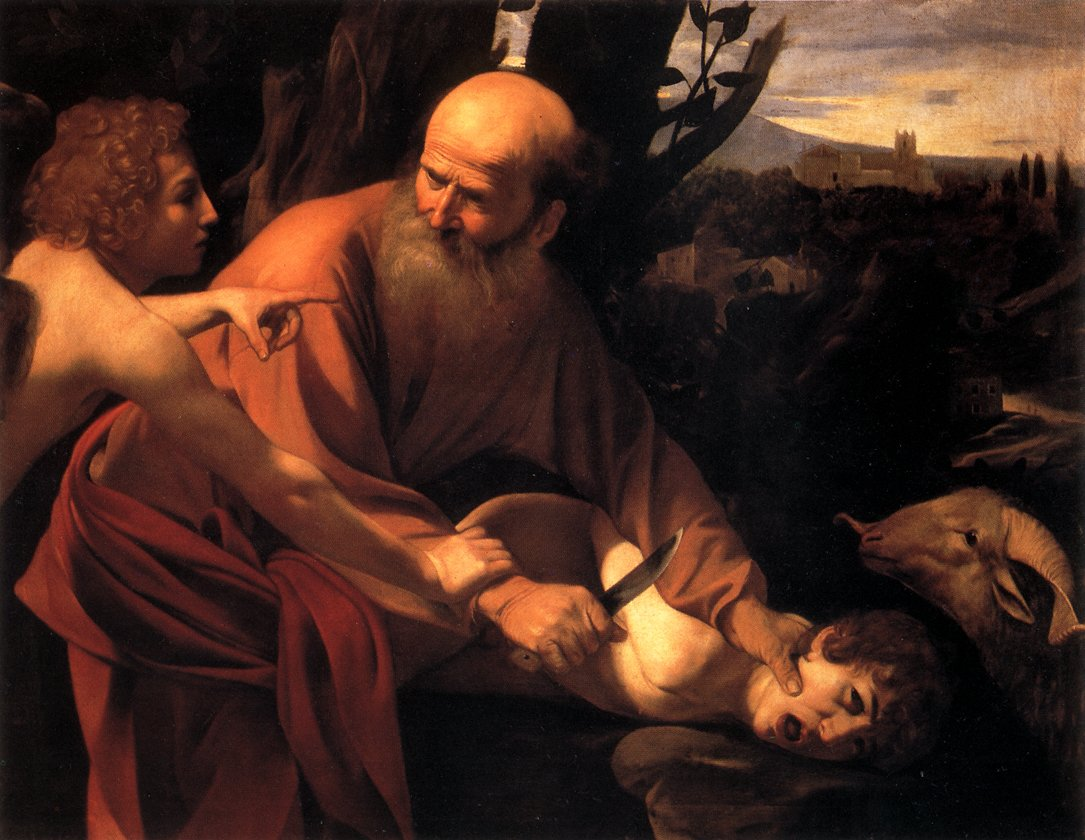
カラヴァッジョ《イサクの犠牲》 1603年頃 ウフィッツィ美術館
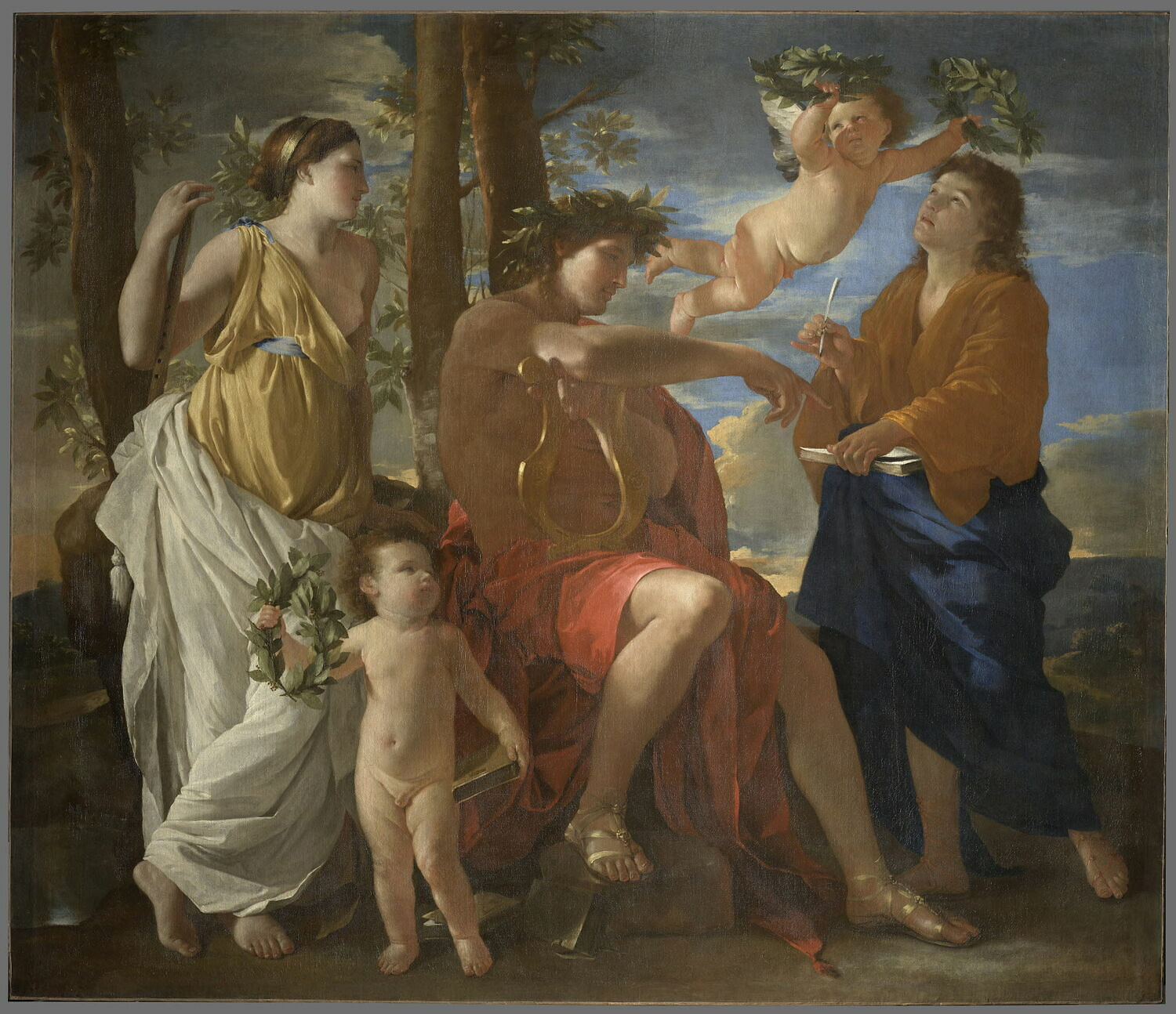
プッサン《詩人の霊感》 1630年頃 ルーヴル美術館
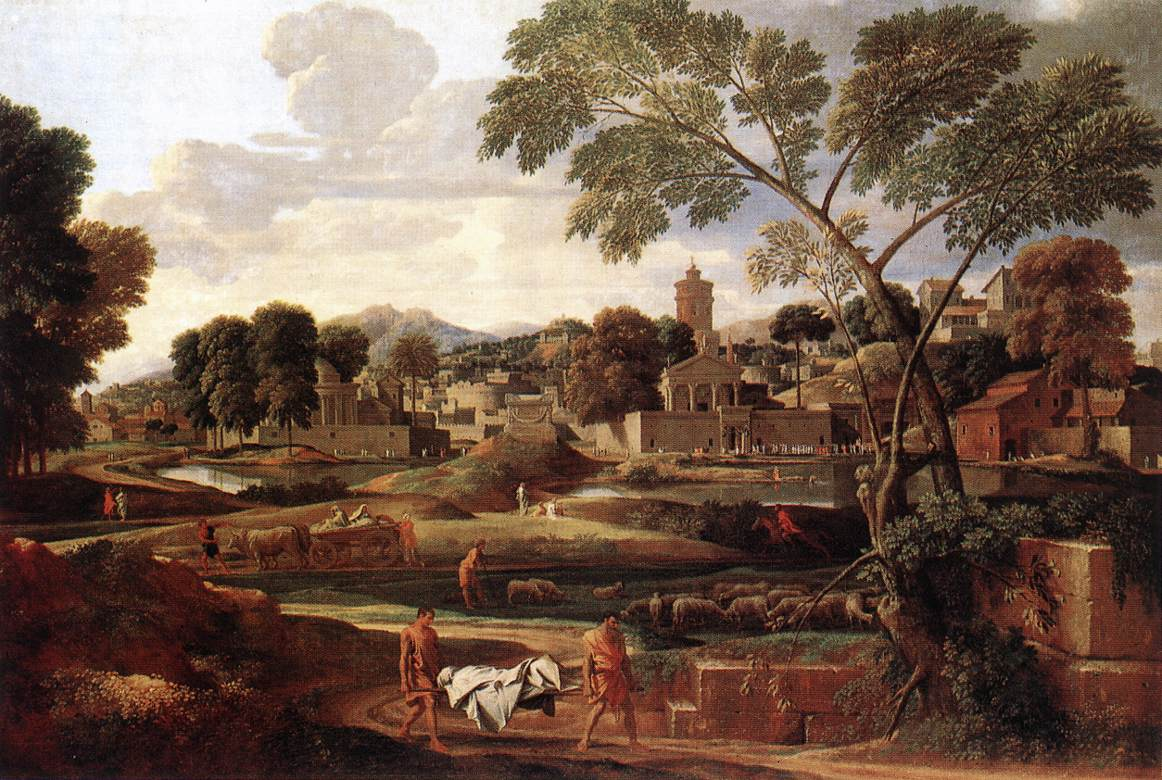
プッサン《フォキオンの葬送》 1648年 カーディフ国立美術館
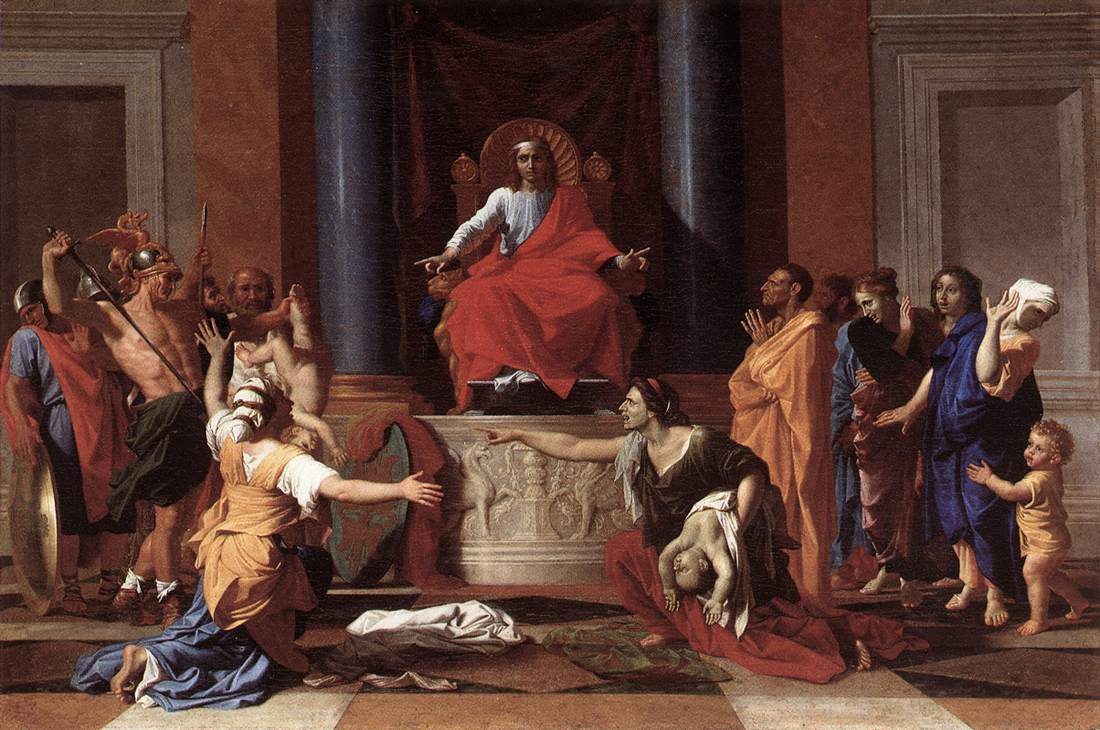
プッサン《ソロモンの審判》 1649年 ルーヴル美術館
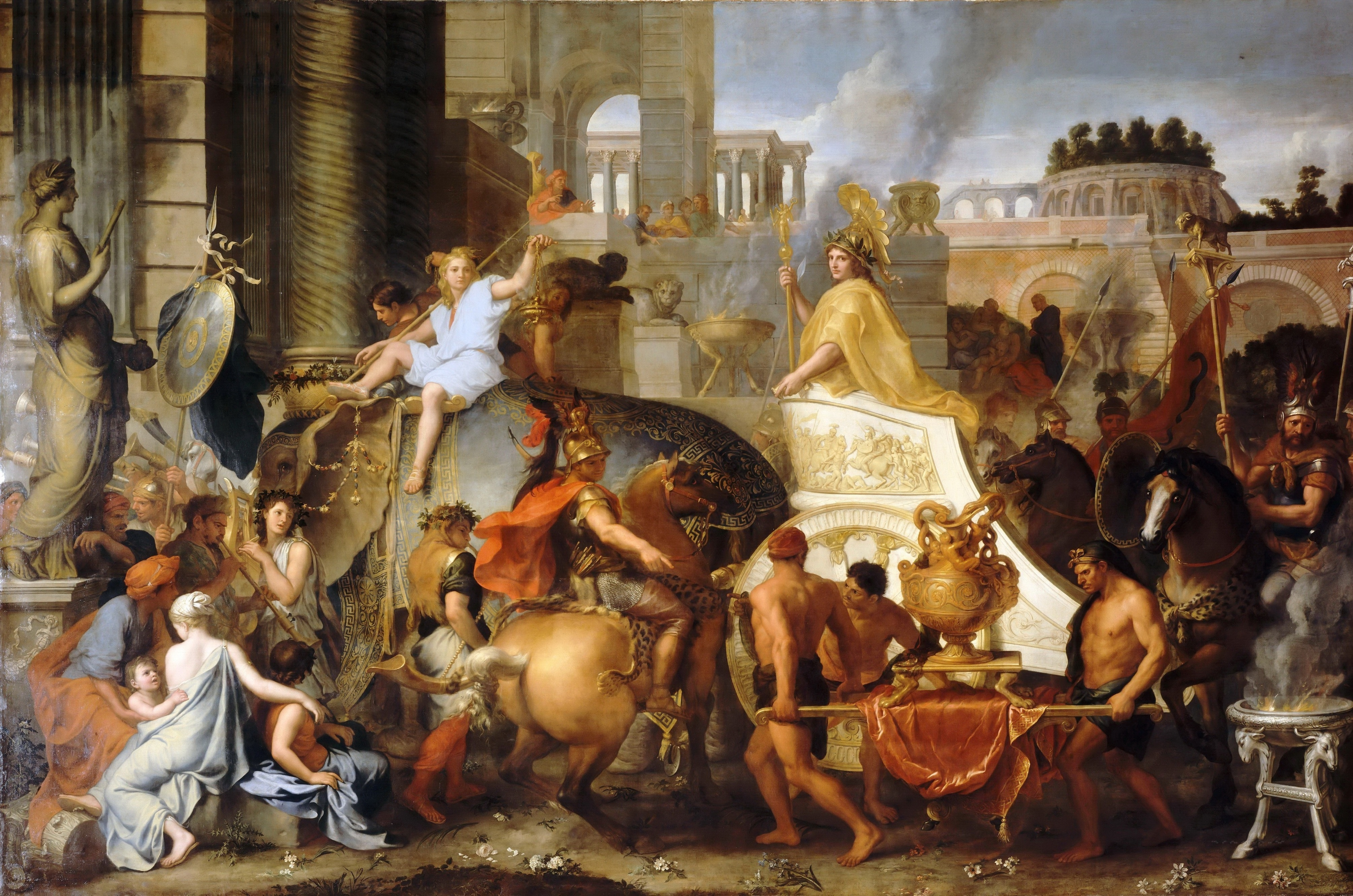
シャルル・ル・ブラン《アレクサンドロス大王のバビロン入場》 1655年 ルーヴル美術館
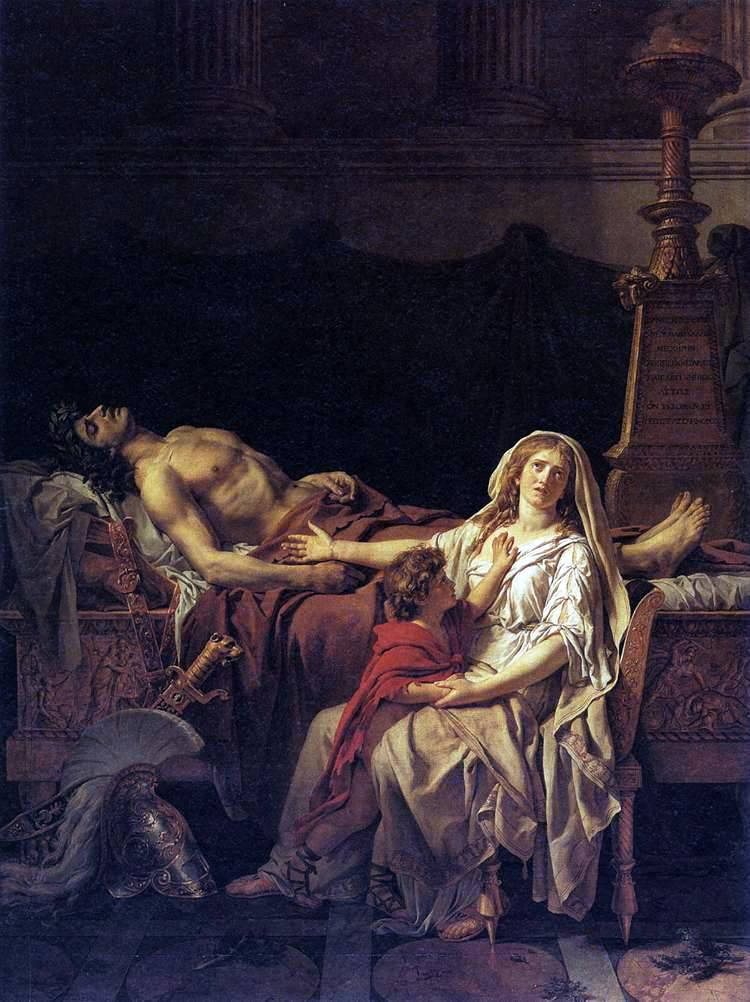
ダヴィッド《ヘクトルの死を悼むアンドロマケ》 1783年 ルーヴル美術館
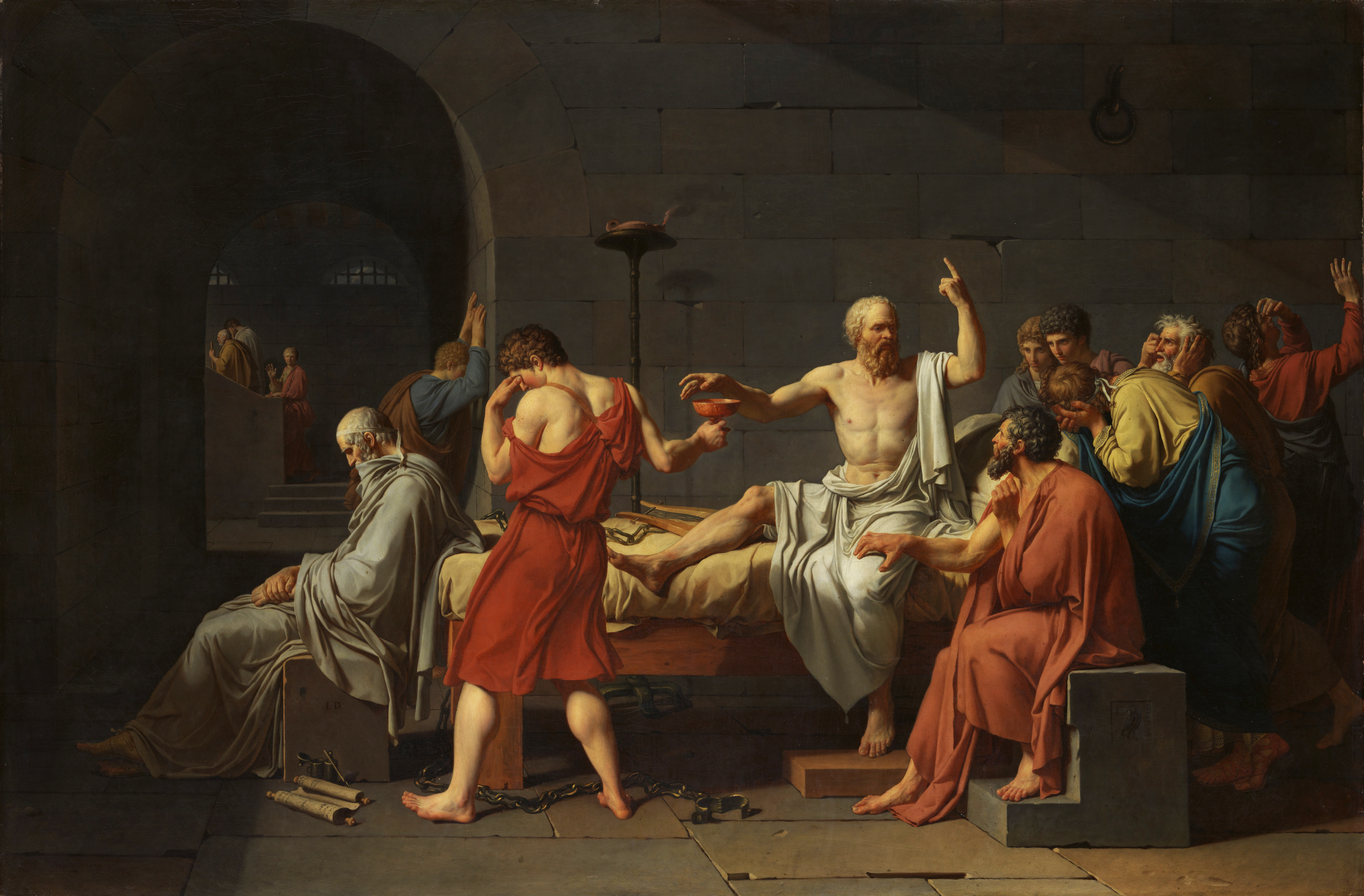
ダヴィッド《ソクラテスの死》 1787年 メトロポリタン美術館
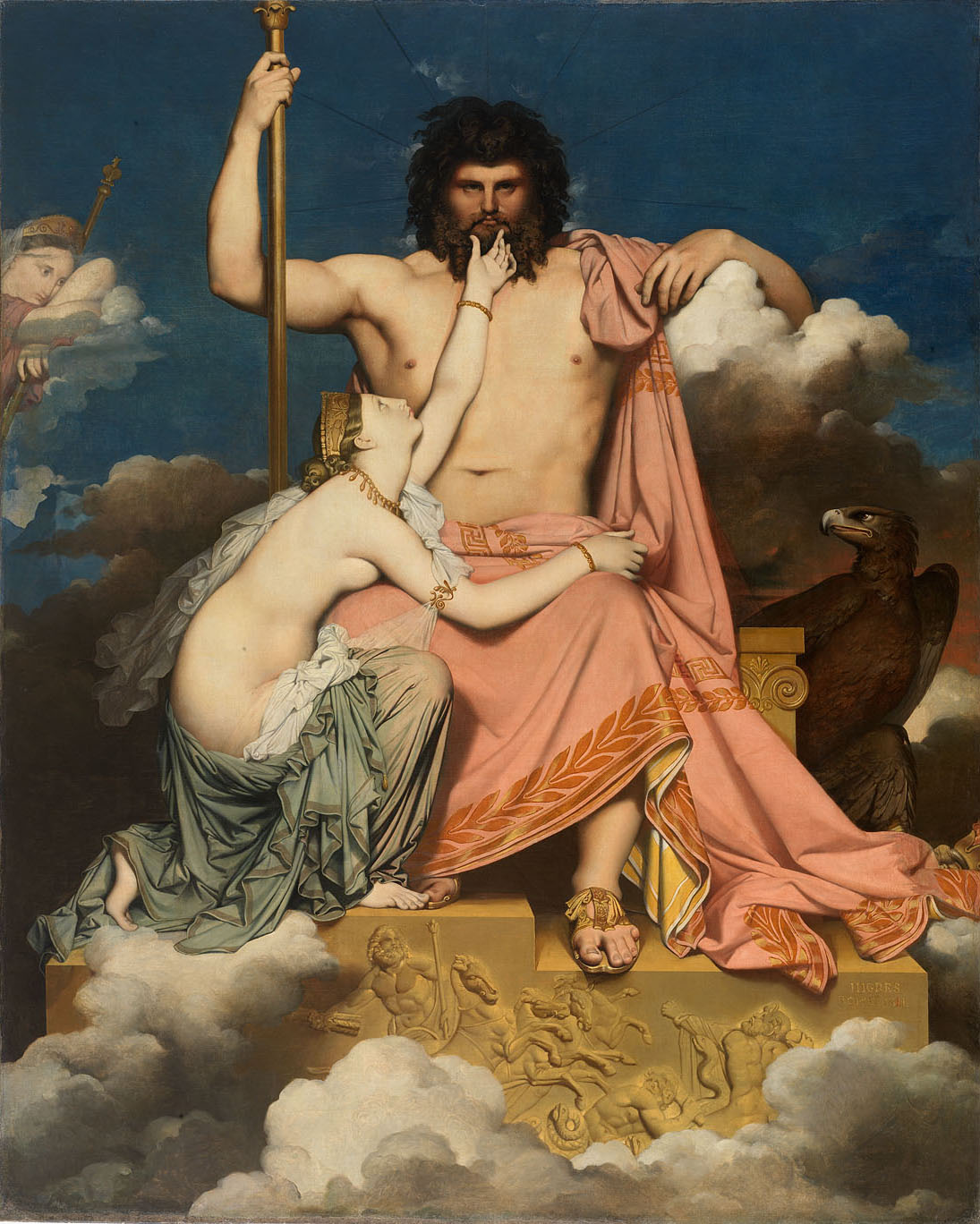
アングル《ユピテルとテティス》 1811年 グラネ美術館（エクサンプロヴァンス、フランス）
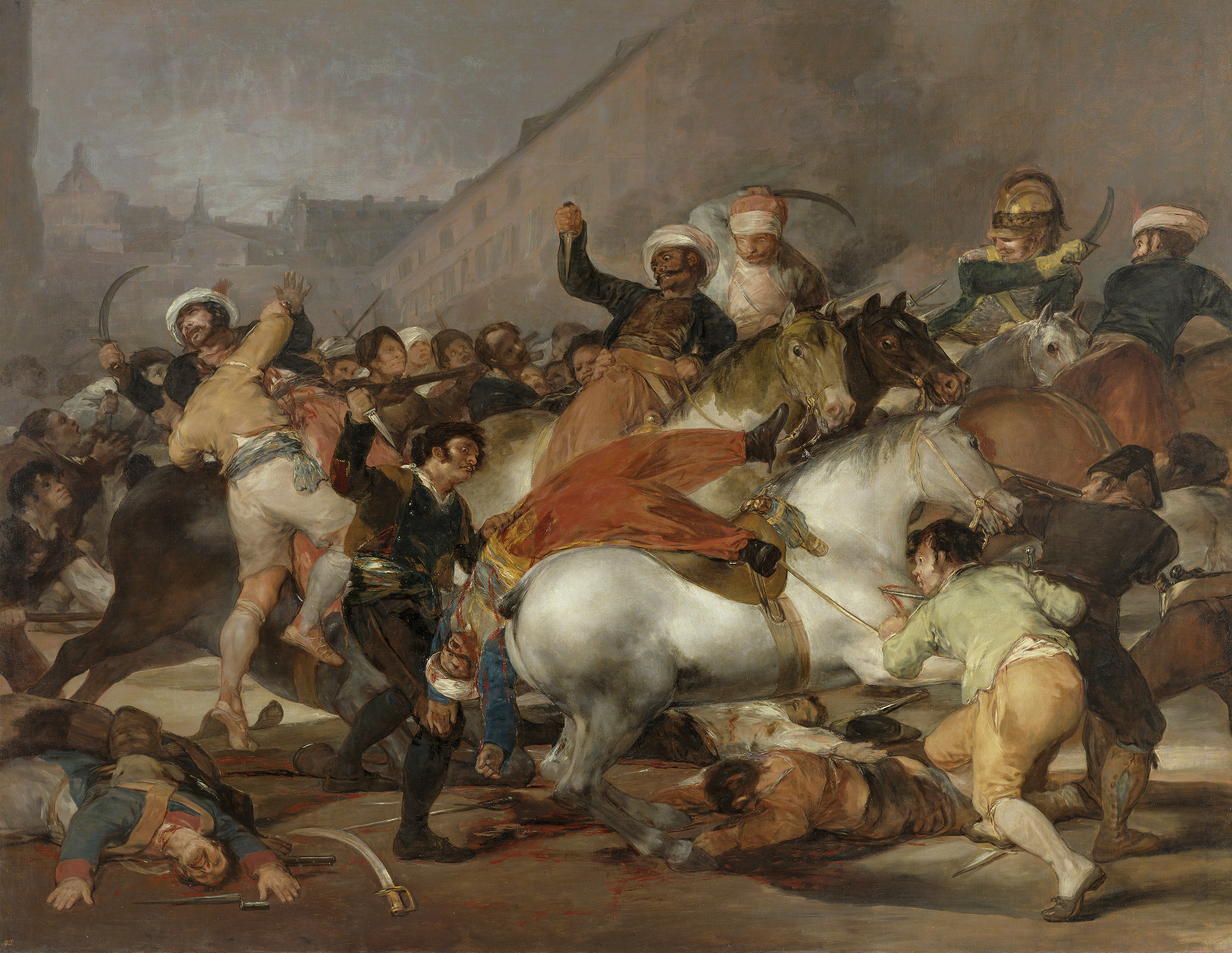
ゴヤ《1808年5月2日、マドリード》 1814年 プラド美術館
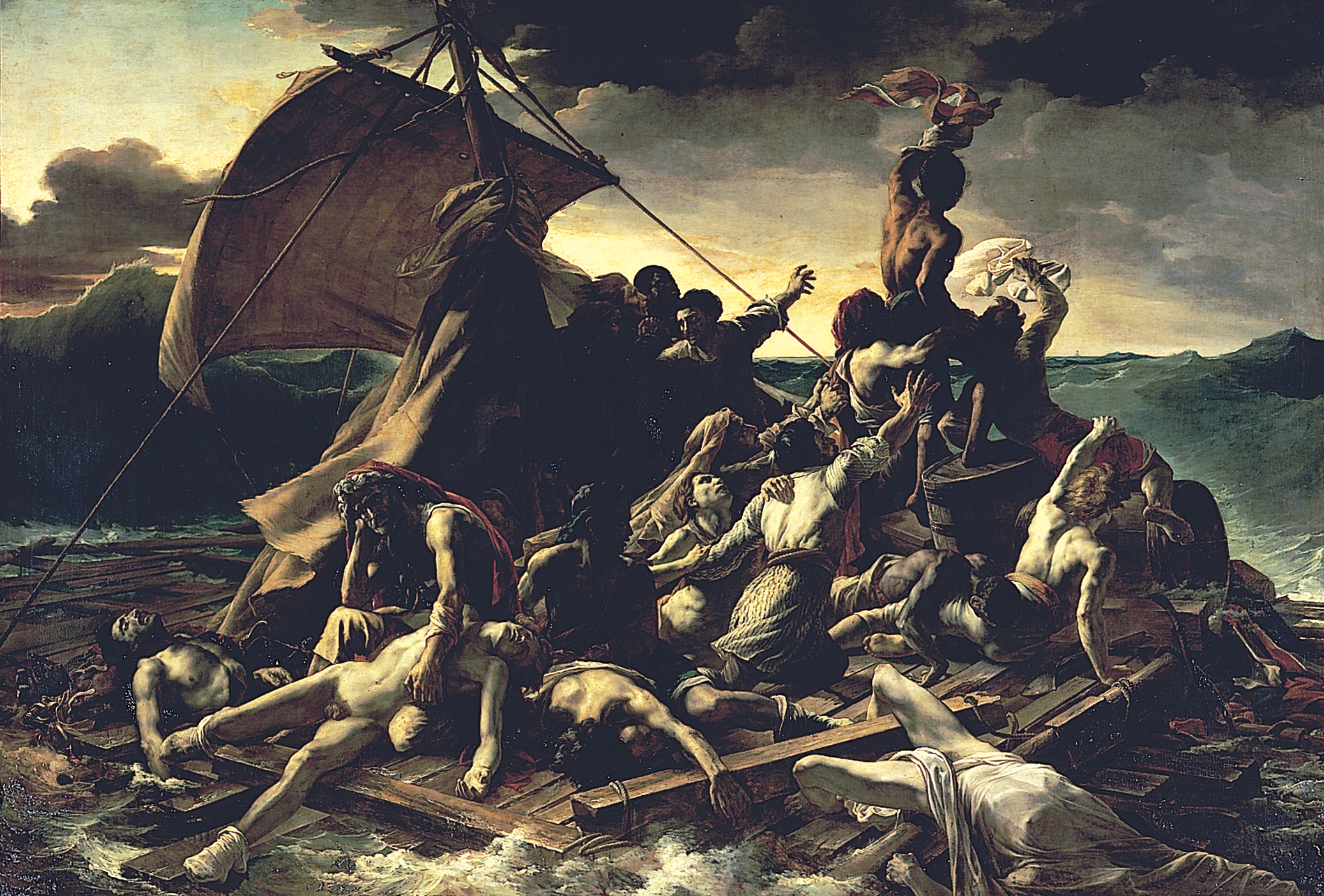
ジェリコー《メデューズ号の筏》 1819年 ルーヴル美術館
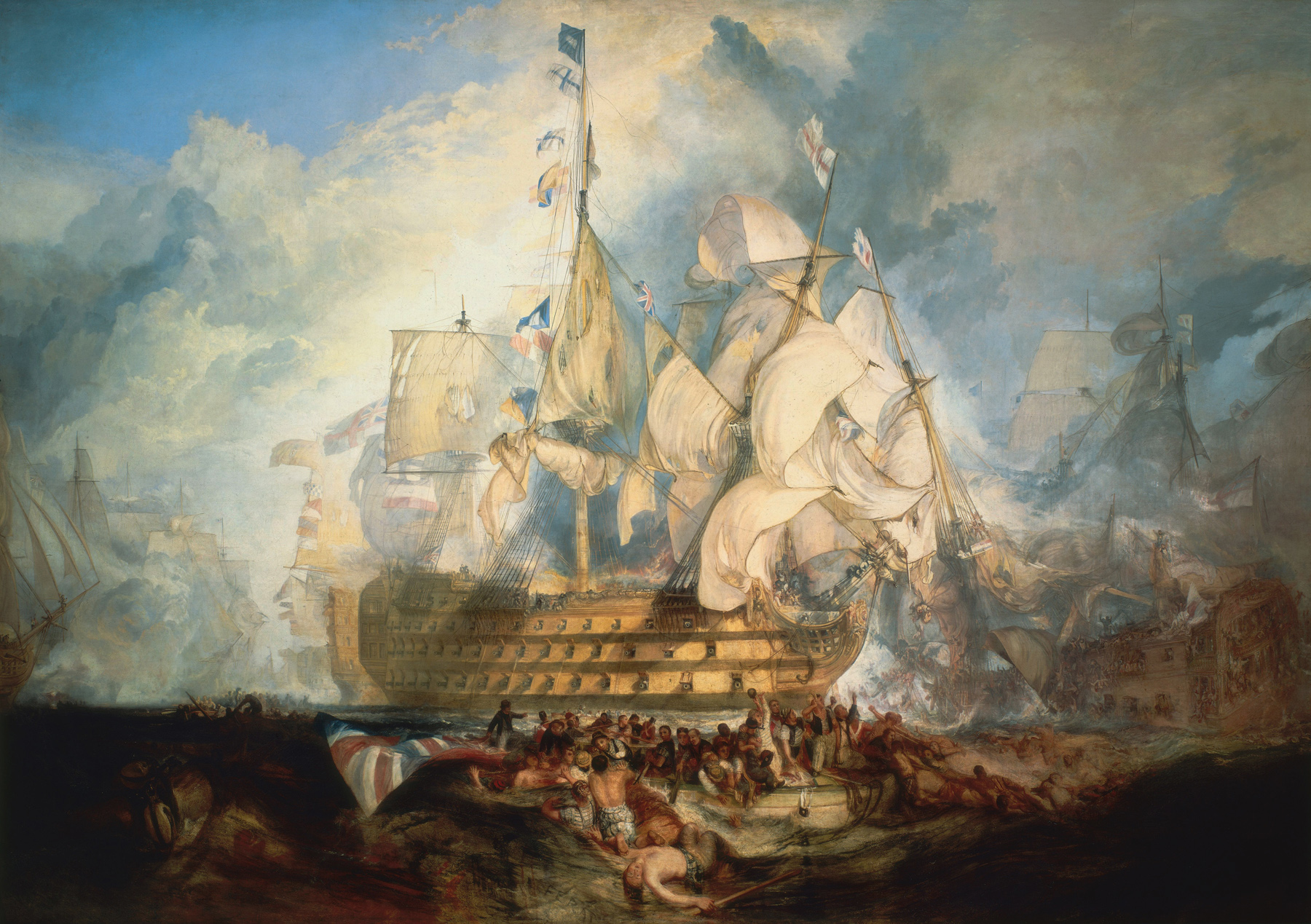
ウィリアム・ターナー《トラファルガーの海戦》 1822-1824年 イギリス国立海洋博物館
ドラクロワ《民衆を導く自由の女神》 1830年 ルーヴル美術館
カール・ブリューロフ《ポンペイ最後の日》 1833年 国立ロシア美術館（サンクトペテルブルク）
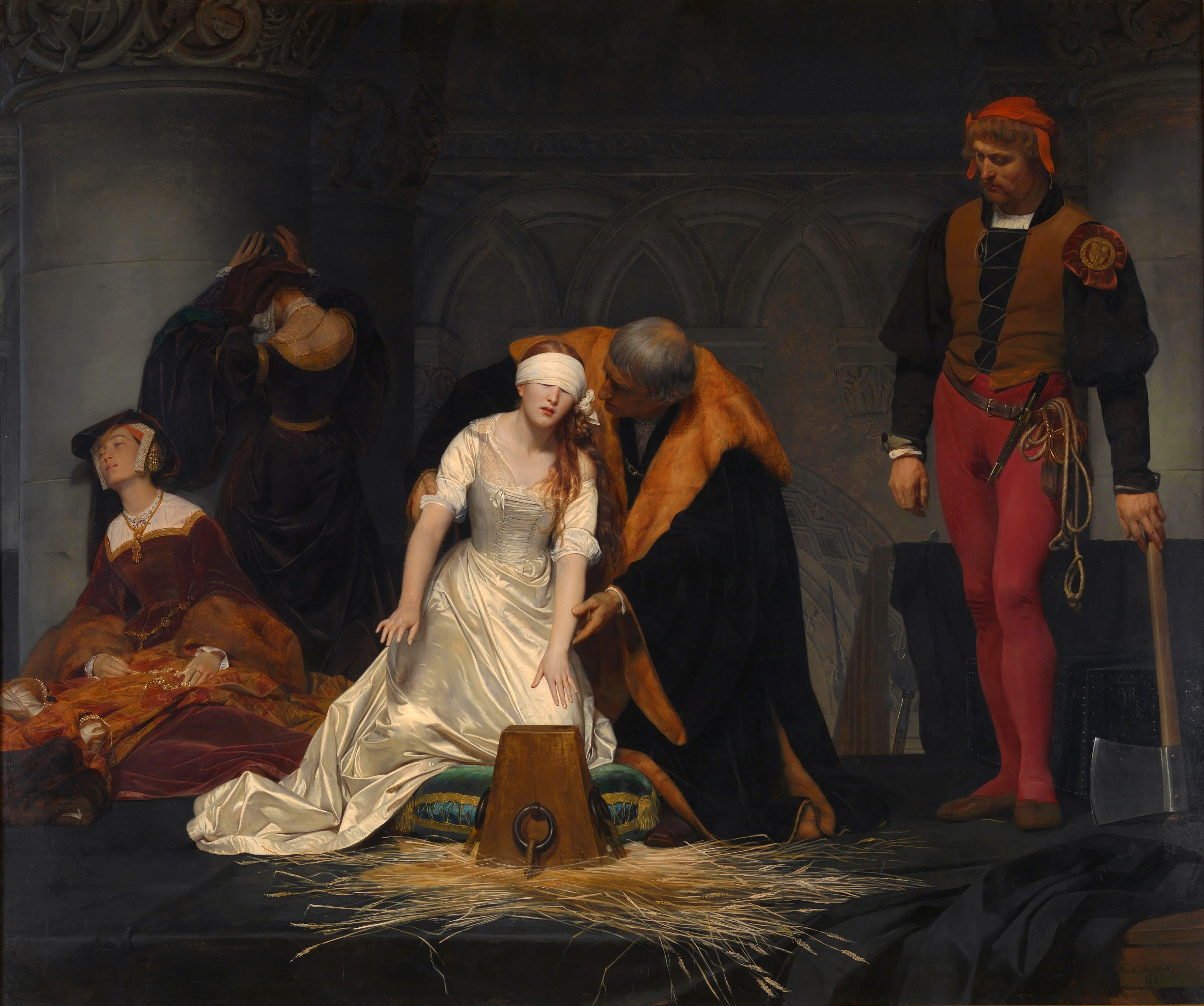
ポール・ドラローシュ《ジェイン・グレイの処刑》 1834年 ナショナル・ギャラリー（ロンドン）
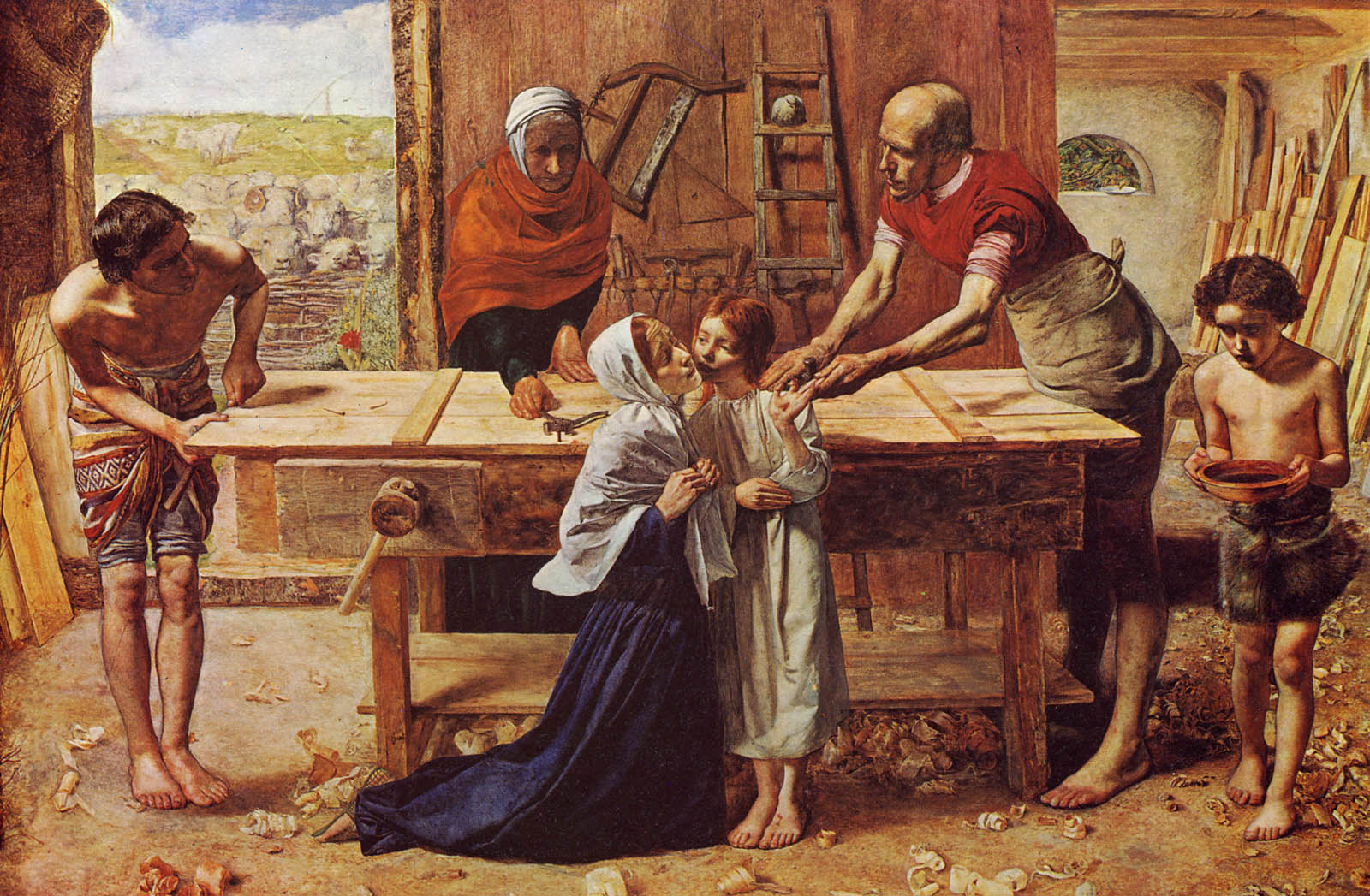
ジョン・エヴァレット・ミレイ《両親の家のキリスト（大工の仕事場のキリスト）》 1850年 テイト・ギャラリー
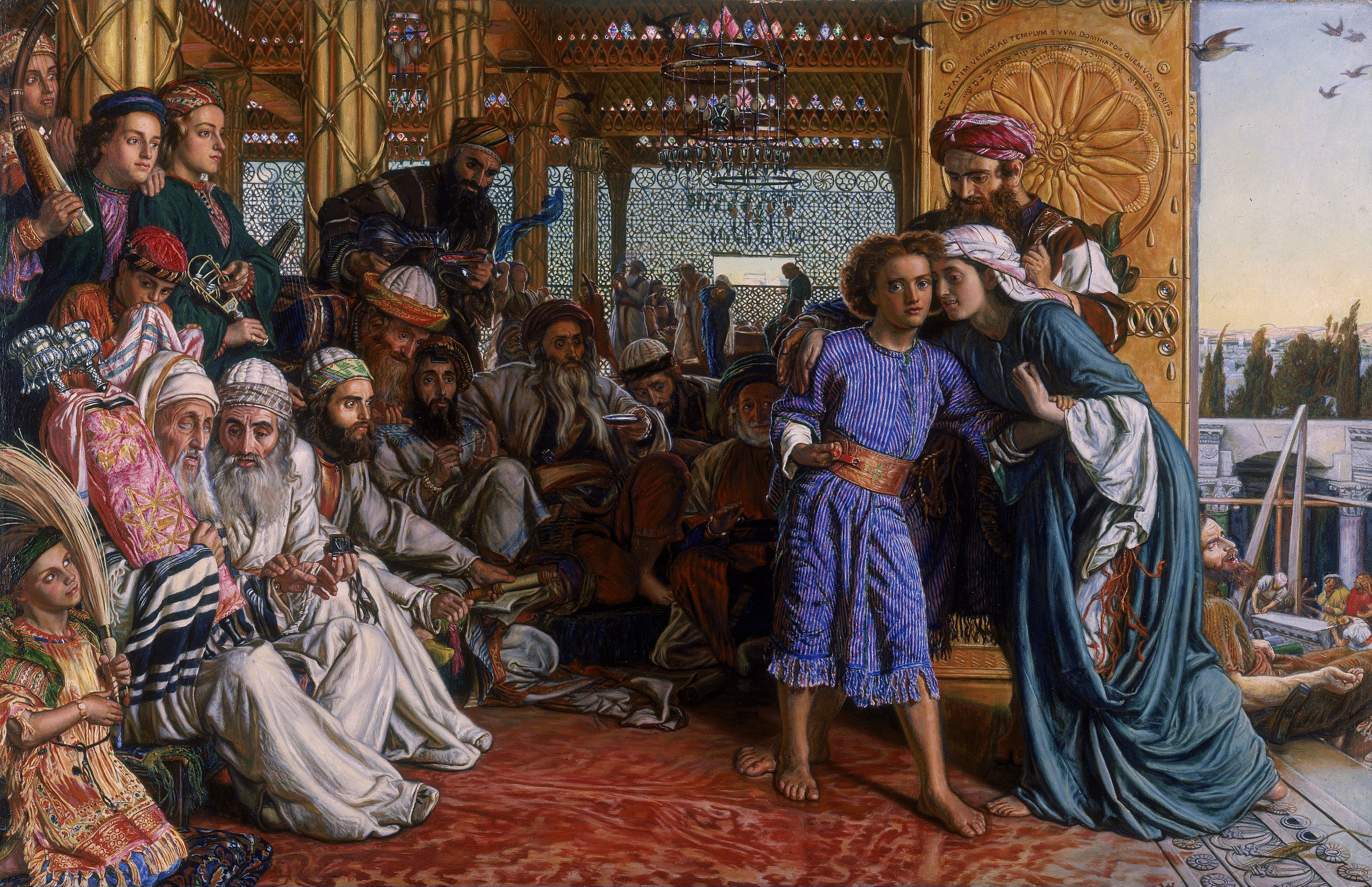
ウィリアム・ハント《神殿で見いだされた主キリスト》 1860年 バーミンガム市立美術館
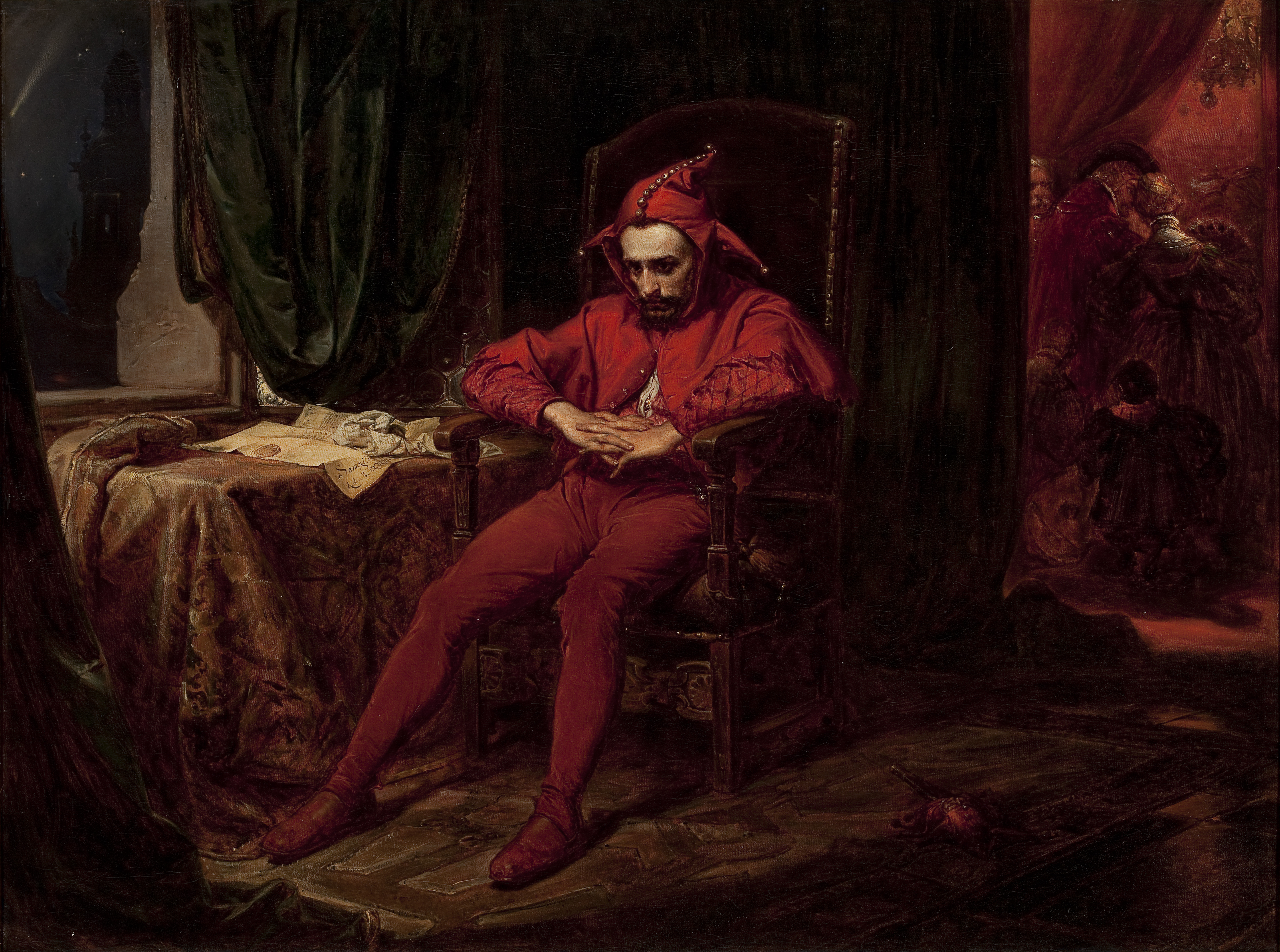
ヤン・マテイコ《スタンチク》 1862年 ワルシャワ国立美術館
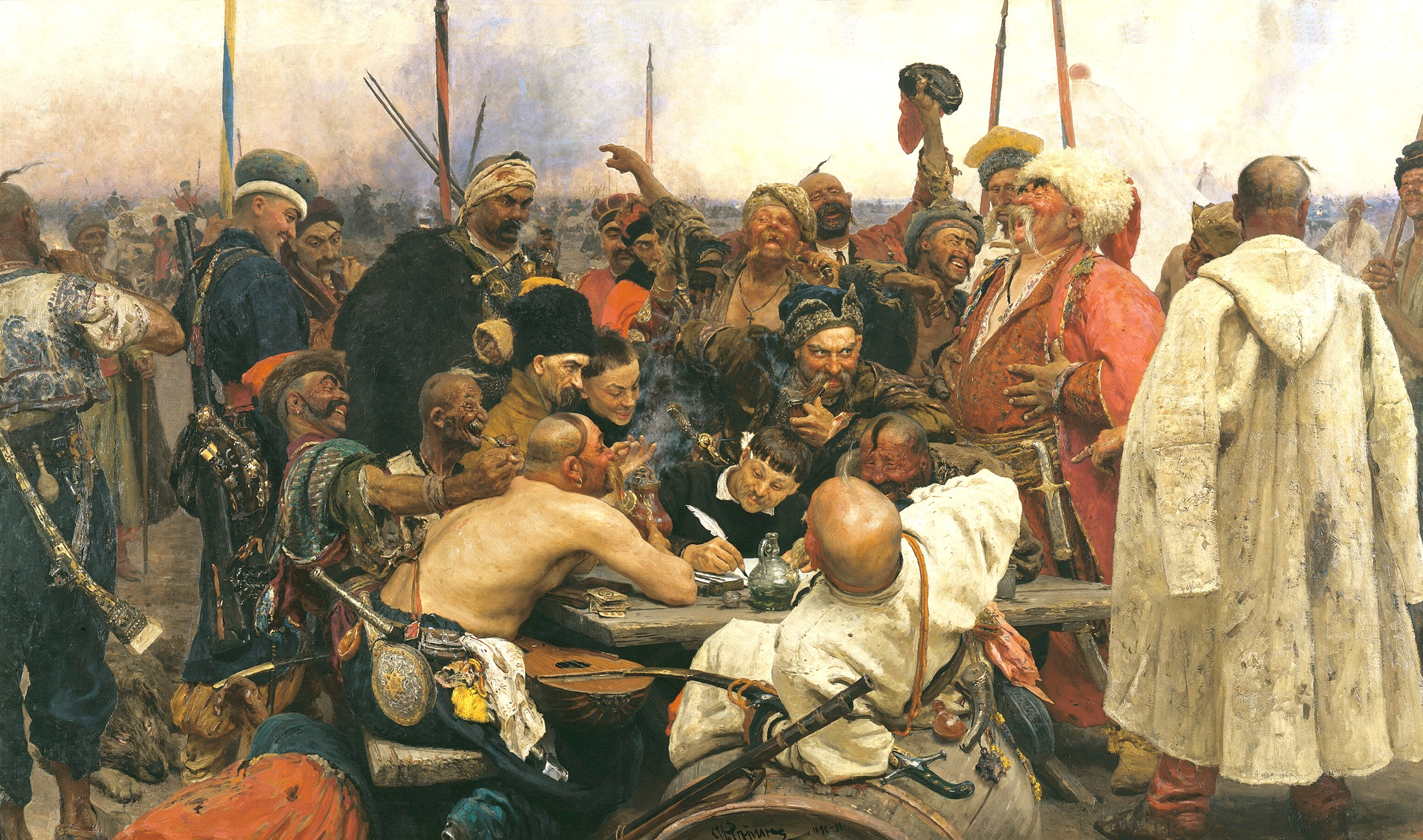
イリヤ・レーピン《ザポロージエのコサック》 1891年 ロシア国立美術館（サンクトペテルブルク）
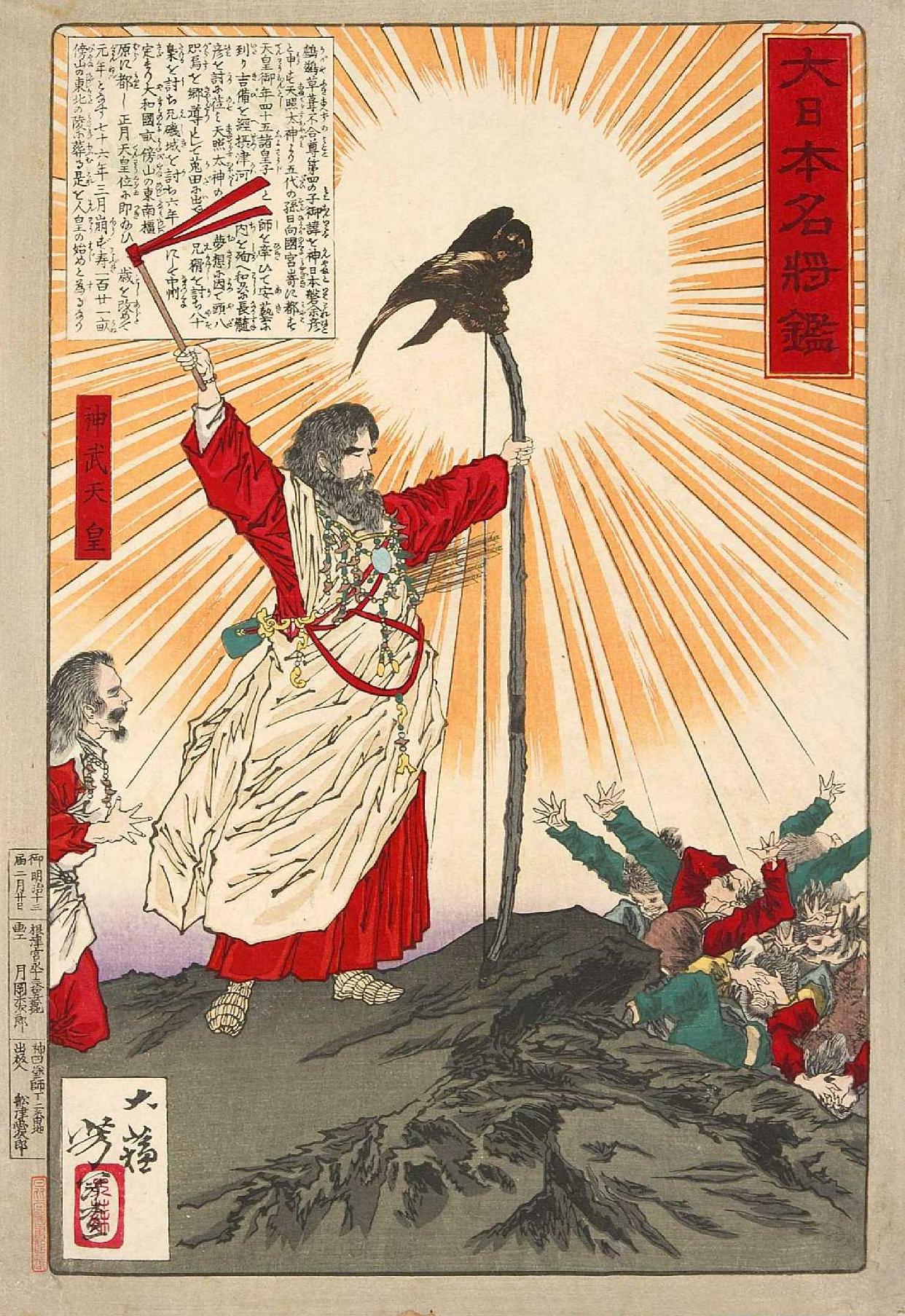
月岡芳年「神武天皇」 1882年頃

## 日本

### 武者絵から歴史画へ

「関ヶ原合戦屏風」、関ヶ原町歴史民俗資料館蔵。これは井伊家伝来の原図（本文参照）を1854年（嘉永7年）模写した作品とされる。

一方、日本の伝統絵画における「歴史物」や「合戦物」は平安時代後期の1069年（延久元年）作の作品が残る聖徳太子絵伝に溯って、長く制作されてきた。特に武士が政治の実権を握った鎌倉時代以降は「合戦物」が自身やその祖先の勇姿を描く物であるため、その隆盛の素地が生まれた。一例として、江戸時代後期に制作されたとみられる「関ヶ原合戦屏風」は彦根藩の井伊家の依頼で制作され、同図を含む井伊家の所蔵品を収蔵している彦根城博物館
では、作品解説を通じて井伊直政の活躍を際立たせようとした制作意図を解説している。これら武士の活躍を描いた作品は、歴史画の中でも特に「武者絵」と呼ばれることになった。
明治時代になり、従来の重要な発注元である武家大名は消滅したが、その後継である華族層、そして明治天皇を中心とした国家神道の成立による一種の神権政治体制を取った明治政府にとって歴史画の重視は依然として残った。その中で、江戸時代末期（幕末）に京都で朝廷の御用絵師を務めた土佐光文に師事した川崎千虎は有職故実の習得と共に画業を修め、「佐々木高綱被甲図」などを残した。そして千虎の弟子である小堀鞆音はこれをさらに深め、後に「近代日本歴史画の父」と呼ばれるようになった。その後も歴史画は日本の歴史、特に神話や勤皇思想の継承において重視され、併せて当時の政治状況を反映する一種の時局性も持つようになった。

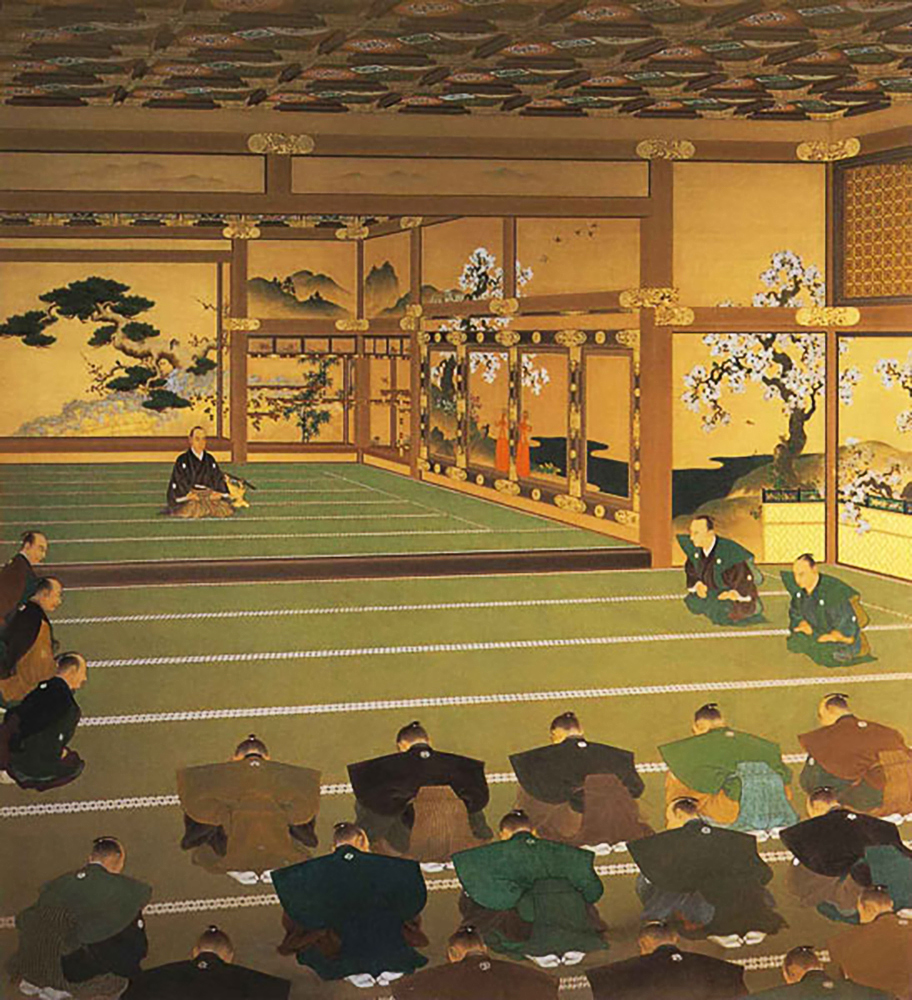
邨田丹陵作「大政奉還」、聖徳記念絵画館蔵

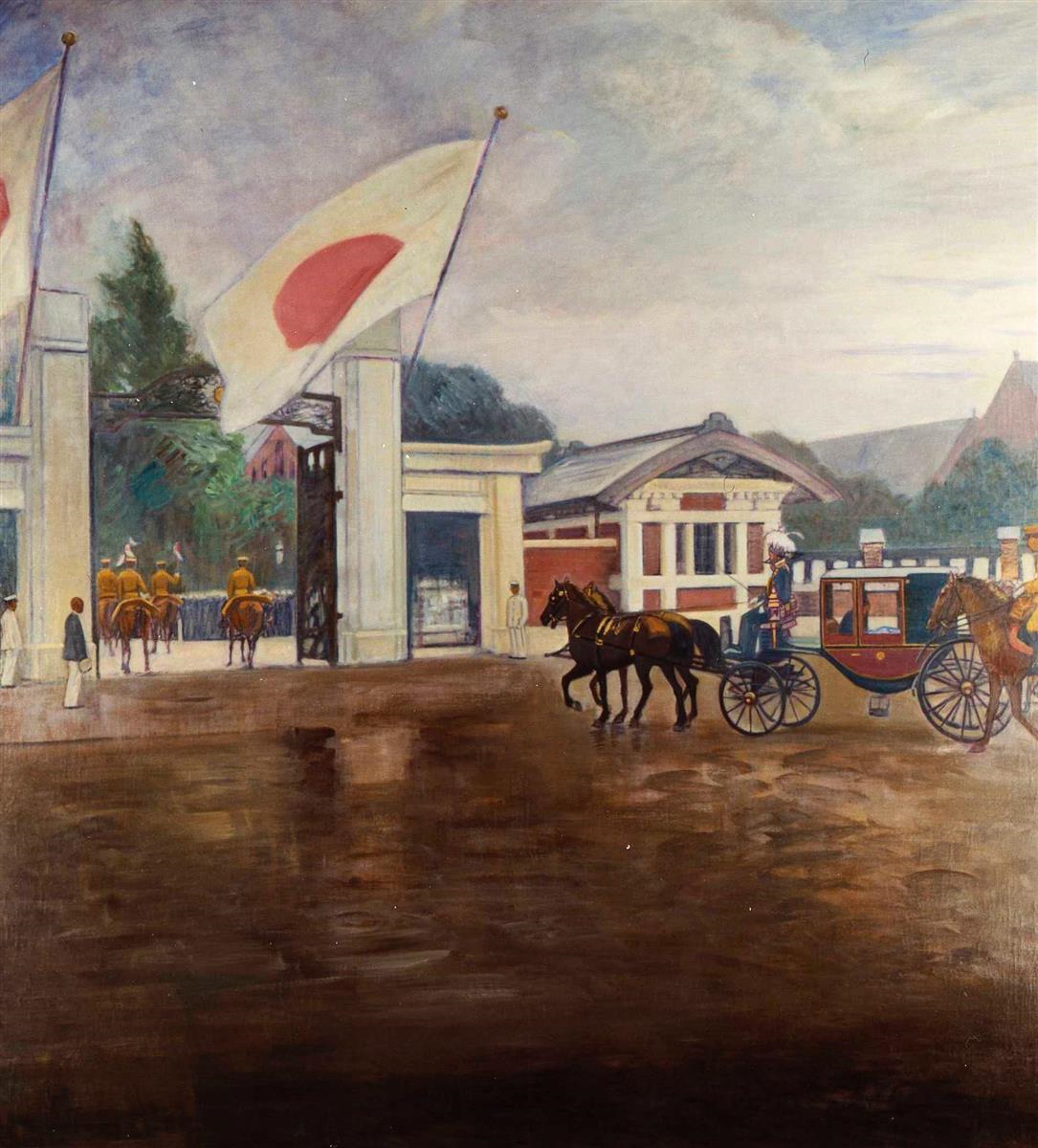
藤島武二作「東京帝国大学行幸」、聖徳記念絵画館蔵

明治天皇の崩御（死去）から14年後の1926年（大正15年）に開館し、全80点の絵画は1936年（昭和11年）までに揃えられた聖徳記念絵画館においては、1852年（嘉永5年）の誕生から1912年（改元後の大正元年）の大喪の礼までの明治天皇とその皇后である昭憲皇太后の生涯を日本画および洋画で描き、日本画からは収蔵品の「廃藩置県」が絶筆となった小堀鞆音の他、千虎の孫で鞆音に師事した川﨑小虎、鞆音の弟子の安田靫彦と交友が深かった前田青邨、大和絵の復興に力を注いでいた松岡映丘などが名を連ね、洋画界からも80点全体の下絵を描いた五姓田芳柳 (2代目)の他、藤島武二や鹿子木孟郎、中村不折、小杉未醒などが参加した。これらの絵画はいずれも、大日本帝国の各官庁、画題に関連する各地の地方行政機関、財閥などの大企業、旧有力大名や明治維新の元勲が名を連ねる有力華族達によって寄進された。
このような現実の政財界との関係の深さは、日中戦争から太平洋戦争（大東亜戦争）へとつながる一連の戦局激化に伴い、1938年（昭和13年）の国家総動員法以降、歴史画を中心とする日本美術界を戦争画の制作による戦争協力体制へと向かわせた。その反動として、敗戦後に日本を占領した連合国軍最高司令官総司令部(GHQ)は軍国主義除去の一環として武者絵の制作を禁じ、戦争画と認定された153点は押収の上で占領末期の1951年（昭和26年）にアメリカ合衆国へ移送され、1970年に「無期限貸与」としてアメリカ政府から日本政府へ返還されて東京国立近代美術館に返還されるまで留め置かれた。ただ、占領期でも安田靫彦が1947年（昭和22年）に「王昭君」、前田青邨が1949年（昭和24年）に「真鶴沖」を描くなど、歴史画への取り組みは続けられた。その後は歴史画の制作点数は減少したものの、2010年（平成22年）には1929年（昭和4年）青邨作の「洞窟の頼朝」（石橋山の戦いから）が重要文化財に指定されるなど、その芸術的価値は認められている。